# Avenir Télématique
 (juin 2013).
Avenir Télématique (ATE) est un hébergeur et opérateur de télécommunication basé en métropole lilloise, fondé en 1987.

## Historique
Avenir Télématique est fondée en 1987, avec l'arrivée des services de Minitel et Audiotel, en réponse à une demande de l'Agglomeration lilloise.
En 1995, avec l'arrivée d'Internet en France, ATE y voit le futur de l'externalisation et diversifie ses activités devenant :
- Fournisseur d'accès à Internet analogique et numérique dans la région Nord-Pas-de-Calais,
- Hébergeur Web avec ses premiers serveur Web en sus des prestations de Télématique,
- Société de développement d’applications et de site Web, jusqu'à l'explosion de la « Bulle Internet ».

À partir de 2004, ATE se recentre sur ses métiers d'origine, l’hébergement et l’infogérance, et propose alors de l’hébergement et infogérance de serveur dédié infogéré ou serveur mutualisé ainsi que des services de : messagerie (courrier électronique), web, streaming (vidéo et audio) et serveur d'applications, ainsi que tous les traitements de synchronisation avec le BackOffice.

En 2008, ATE : 

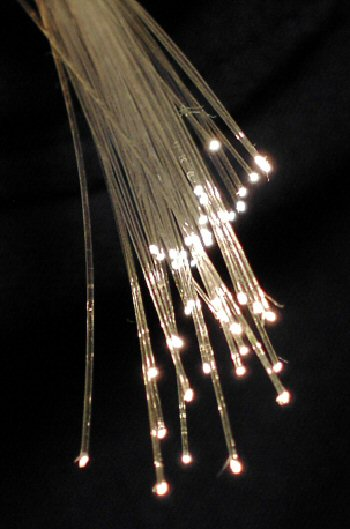
Fibres optiques.

- se dote d'un nouveau centre de données de la dernière génération, lui permettant de prétendre aux certifications de données médicales.
- exploite son statut d'Opérateur Télécom déployant son propre réseau Fibre optique local sur Villeneuve-d'Ascq.

Depuis 2009, ATE met en œuvre sa politique de labellisation avec :
- obtention des IT-SECURITY de plusieurs banques,
- démarche d’Hébergeur Agréé Données de Santé (HADS), référence qualitative par excellence obtenue en 2011[3].

En 2010, ATE poursuit son développement autour de plusieurs axes :
- recrutement de nouveaux collaborateurs experts,
- ajout de nouveaux sites d'hébergement (),
- renforcement de sa connectivité (déploiements optiques, peering…),
- l'implémentation du Cloud-Computing et Infrastructure As A Service,
- conquête de marchés publics.

En 2011, ATE déploie deux nouveaux sites et effectue un jumelage avec RIS (trois centres de données - http://www.ris.be) ; est également créée EURAFIBRE (https://www.eurafibre.fr/), sa filiale spécialisée dans le réseau optique et les prestations de FAI. 
En 2012, ATE déploie son activité avec l'ajout d'un nouveau centre de données sur Washington (États-Unis) et des routeurs de backbone en 10 Gbit/s ; une dorsale optique entre ses deux centres de données principaux est également créée.
En 2013, ATE devient l'hébergeur agréé sous-traitant du consortium ECC, regroupant les sociétés ETIAM(), Consort-NT() et Covalia (), devenant ainsi le premier opérateur français de télémédecine via l'attribution de nombreux marchés publics,.
En 2018, l'agrément d'ATE en tant qu'hébergeur de données de santé à caractère personnel a été renouvelé pour une durée de 3 ans. ATE fait partie des 120 hébergeurs agrées à ce jour par le ministre chargé de la santé. 
En 2019, ATE obtient la certification ISO / CIE 27001:2013 (ISO 27001) pour son système de management de la sécurité de l’information (SMSI). Réalisée par Certi-Trust, organisme certificateur accrédité au niveau international, la certification couvre toutes les activités liées aux hébergements 100% infogérés par ATE sans accès administrateur aux clients ainsi que toutes les activités d’hébergement des données de santé à caractère personnel 100% infogéré par ATE sans accès administrateur aux clients. En novembre 2019, ATE rejoint également le groupe néerlando-belge spécialisé en infrastructures numériques Eurofiber. Ce dernier ayant pour ambition de devenir un acteur majeur des infrastructures numériques à l’échelle européenne. 
En 2020, ATE obtient la certification HDS:2018 (Hébergeur de Données de Santé - version 1.1). Le périmètre retenu pour l’hébergement de données de santé adresse la mise à disposition et le maintien en condition opérationnelle : des sites physiques permettant d’héberger l’infrastructure matérielle du système d’information utilisé pour le traitement des données de santé (activité 1) ; de l’infrastructure matérielle du système d’information utilisé pour le traitement de données de santé (activité 2) ; de la plateforme d’hébergement d’applications du système d’information (activité 3) ; de l’infrastructure virtuelle du système d’information utilisé pour le traitement des données de santé(activité 4) ; ainsi que leur sauvegarde (activité 6).

## Connectivité: maîtrise des accès
Comme tout opérateur autonome, ATE (AS24935) :
- exploite son propre réseau sur Internet, ne subissant aucune contrainte extérieure et a passé des accords avec différents pairs afin d'établir plusieurs liens assurant sa connexion fibre optique au réseau mondial,
- dispose de ses propres classes d'adresses IP.